# Субміліметровий телескоп Генріха Герца
Субміліметровий телескоп (англ. Submillimeter Telescope, SMT), раніше відомий як субміліметровий телескоп Генріха Герца (англ. Heinrich Hertz Submillimeter Telescope) — субміліметровий радіотелескоп, розташований на горі Грем у штаті Аризона в США. Це 10-метрова параболічна антена, розташована в будівлі для захисту від негоди. Під час використання телескопа двері та дах будівлі відкриваються. Будівництво телескопа було завершено в 1993 році. Разом із 12-метровим радіотелескопом Аризонської обсерваторії на Кітт-Пік, цей телескоп підтримується Аризонською радіообсерваторією, підрозділом Стюардської обсерваторії в Університеті Аризони.
Сухість повітря навколо гори Грем дозволяє спостереження на міліметрових хвилях та в дальньому інфрачервоному діапазоні — в області спектра, де електромагнітні хвилі сильно послаблюються водяною парою в земній атмосфері.
Цей телескоп використовується дев'ять-десять місяців на рік і зупиняється лише тоді, коли в атмосфері занадто багато водяної пари, переважно влітку. Цей телескоп є одним із телескопів, що входять до складу Міжнародної обсерваторії Маунт-Грем.